# Enrique Trullenque Gracia
Enrique Trullenque Gracia (Alcañiz, 11 de diciembre de 1951 - ibídem, 15 de noviembre de 1990) fue un pintor y asesor cultural español.

## Biografía
Es un pintor con un acusado autodidactismo, que marcará profundamente una interesante evolución personal a lo largo de toda su obra. 
Comienza a pintar a los trece años a partir de las enseñanzas de otro pintor realista, Carlos Barragán, casado con una prima suya, y en 1968 expone en Alcañiz óleos de carácter naturalista. En 1970 forma parte del grupo El Casetón junto a Raimundo San Nicolás, Antonio Boira y otros jóvenes artistas locales. El descubrimiento de corrientes como el expresionismo abstracto norteamericano y la pintura-pintura francesa influyen decisivamente en su carrera como pintor expresionista.
Su obra se caracteriza por el uso de colores cálidos e intensos (rojos, naranjas, amarillos), las pinceladas amplias y las referencias figurativas y paisajísticas, a veces muy sutiles, en sus composiciones abstractas, de inspiración arquitectónica. Muy influenciado por el paisaje mediterráneo del Bajo Aragón y el arte gótico y renacentista de su Alcañiz natal, terminará por desarrollar obras muy originales dentro de la neofiguración. Su muerte prematura impidió que las múltiples y patentes posibilidades de triunfo y consagración nunca llegaran a producirse de manera plena.

El amor a su tierra, su imaginación y capacidad organizativa propiciaron que destacara como promotor cultural. Fue miembro fundador de Centro de Estudios Bajoaragoneses, promotor del semanario La Comarca y asesor del Museo de Teruel. Su labor en esa institución propició una línea de exposiciones de artistas modernos; una ambiciosa política de muestras, conferencias y publicaciones en torno al surrealismo, con motivo del centenario del nacimiento de Luis Buñuel; o la creación de las Becas Endesa, que se convocan cada dos años, y cuyos frutos se depositan en el Museo.

El 23 de abril de 1991 le conceden, a título póstumo, la Medalla al Mérito Cultural de la Diputación General de Aragón y la Cruz de San Jorge de la Diputación de Teruel.

## Museos
- Museo Nacional Centro de Arte Reina Sofía. Madrid.
- Museo de Teruel.
- Museo del Alto Aragón. Huesca.
- Museo Municipal de Bellas Artes. Santander.
- Museo de la Solidaridad "Salvador Allende". Santiago de Chile.

## Colecciones
Ayuntamiento de Alcañiz, Ayuntamiento de Zaragoza, Caja de Ahorro de Toledo, Caja Rural de Teruel, Colección Bhomans (Estocolmo), Colección Cerler (Zaragoza), Colección Johnson (Estocolmo), Colección Meisel Bremen (Alemania), Colegio Oficial de Médicos (Zaragoza), Cortes de Aragón (Zaragoza), Diputación de Teruel, Diutación de Zaragoza, Dotación de Arte Castellblanch (Barcelona), Ibercaja (Zaragoza), Instituto para la Conservación del Nuevo Arte (Oslo), Mutua de Accidentes de Zaragoza.